# القمة العربية 1956 (لبنان)
قمة لبنان عقد في 13 نوفمبر/ تشرين الثاني 1956، بدعوة من الرئيس اللبناني كميل شمعون، إثر الاعتداء الثلاثي على مصر وقطاع غزة. شارك في القمة تسعة رؤساء عرب.

## النتائج
صدر عنها بيان ختامي أجمع فيه القادة على:
1. مناصرة مصر ضد العدوان الثلاثي، وفي حالة عدم امتثال الدول المعتدية لقرارات الأمم المتحدة وامتنعت عن سحب قواتها، فإن الدول العربية المجتمعة ستلجأ إلى حق الدفاع المشروع عن النفس.
2. اعتبار سيادة مصر هي أساس حل قضية السويس.
3. تأييد نضال الشعب الجزائري من أجل الاستقلال.